# Анисимов, Павел Алексеевич
Павел Алексеевич Анисимов (10 декабря 1904, город Ростов-на-Дону, Область Войска Донского, теперь Ростовская область, Российская Федерация — сентябрь 1941, пропал без вести на фронте) — советский партийный деятель, 2-й секретарь Орловского обкома ВКП(б). Депутат Верховного Совета СССР 1-го созыва. Участник Великой Отечественной войны.

## Биография
Родился 10 декабря 1904 г в Ростове-на-Дону в семье русского рабочего-модельщика. В 1916 году окончил начальную школу, а в 1917 году — один класс ремесленной школы.
В августе 1918 — январе 1919 г. — подручный литейщика на чугунно-литейном заводе Газиева в городе Грозном. В феврале — апреле 1919 г. — подручный токаря на механическом заводе Чубоксарова в городе Грозном. В апреле 1919 — декабре 1923 г. — токарь на Грозненском чугунно-литейном и механическом заводе «Красный молот». В 1923 году вступил в комсомол. В январе — апреле 1924 г. — безработный. В апреле — ноябре 1924 г. — токарь на Грозненском чугунно-литейном и механическом заводе «Красный молот».
В ноябре 1924 — июне 1928 г. — студент рабочего факультета в городе Грозном.
Кандидат в члены ВКП(б) с февраля 1925 г. и член ВКП(б) с апреля 1926 г.
В июне — сентябре 1928 г. — председатель бюро пролетарского студенчества при Грозненском окружном совете профсоюзов.
В октябре — декабре 1928 г. — студент Ленинградского горного института. В январе — марте 1929 г. — безработный. В апреле 1929 — апреле 1930 г. — токарь, в мае — октябре 1930 г. — заведующий агитационно-пропагандистского отдела партийного комитета завода, в октябре 1930 — феврале 1932 г. — заведующий организационно-инструкторского отдела партийного комитета ВКП(б) Ленинградского машиностроительного и сталелитейного завода «Большевик». В феврале — декабре 1932 г. — секретарь партийного комитета ВКП(б) Ленинградского машиностроительного завода имени Ворошилова.
В январе 1933 — январе 1934 г. — председатель Володарского районного совета профсоюзов города Ленинграда. В феврале — декабре 1934 г. — инструктор Володарского районного комитета ВКП(б) города Ленинграда.
В декабре 1934 — июне 1937 г. — секретарь партийного комитета ВКП(б) Ленинградского машиностроительного завода имени Ворошилова. В июне — октябре 1937 г. — 2-й секретарь Володарского районного комитета ВКП(б) города Ленинграда.
В октябре 1937 — июле 1938 г. — 2-й секретарь Организационного бюро ЦК ВКП(б) по Орловской области, 2-й секретарь Орловского областного комитета ВКП(б).
Во второй половине 1938 года арестован органами НКВД, исключен из партии. В начале 1939 года освобожден из заключения и в апреле 1939 года восстановлен в членах ВКП(б).
В апреле 1939 — 1941 г. — контрольный мастер Невского машиностроительного завода имени Ленина в Ленинграде.
С 1941 года — в Рабоче-крестьянской Красной армии: находился в распоряжении Военного совета Ленинградского фронта, старший политрук. Участник Великой Отечественной войны. Пропал без вести на фронте в сентябре 1941 года.

### Политическая деятельность
Был избран депутатом Верховного Совета СССР 1-го созыва по Верховскому избирательному округу Орловской области в Совет Союза в результате выборов 12 декабря 1937 года.